# Elizabeth Gunning
Elizabeth Gunning, duchessa di Hamilton, I baronessa di Hamilton Hameldon e duchessa di Argyll (dicembre 1733 – 20 dicembre 1790) è stata una nobile e attrice teatrale irlandese.

## Biografia

### Infanzia

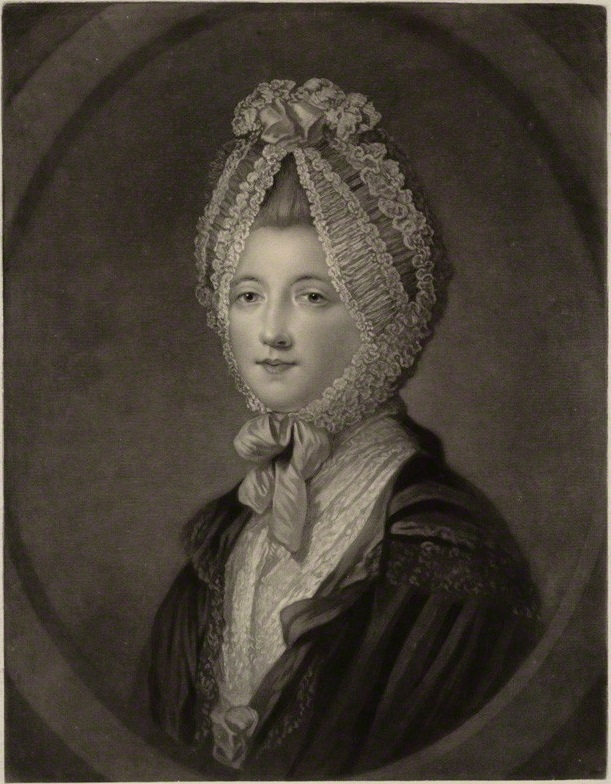
Elizabeth in giovane età

Elizabeth Gunning nacque a Hemingford Grey, nello Huntingdonshire, la figlia di John Gunning, conte di Roscommon, e sua moglie, Bridget Bourke, figlia di Theobald Bourke, VI visconte di Mayo (1681–1741). Elizabeth era la sorella maggiore di Mary Gunning.

### Carriera teatrale

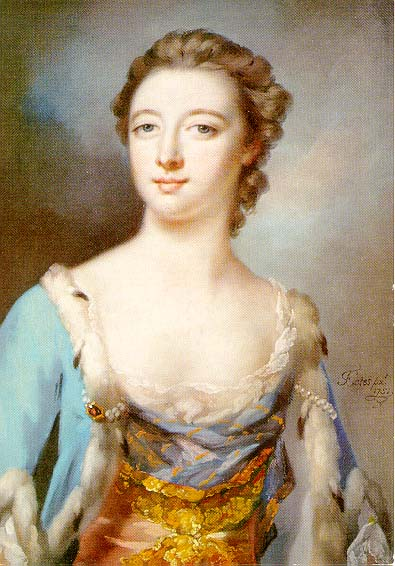
Elizabeth Campbell ritratta da Richard Houston, nel 1750.

Secondo alcune fonti, quando Mary e sua sorella Elizabeth raggiunse la maggiore età, la madre le ha esortate a guadagnarsi da vivere, a causa della povertà relativa della famiglia. Lavorarono per qualche tempo nei teatri di Dublino, fecero amicizia con alcuni attori, come Margareth Woffington, anche se non fu considerata una professione rispettabile, siccome molte attrici di quel tempo fungevano anche da cortigiane dei ricchi benefattori.
Divennero note e la loro fama giunse fino a Londra dove, il 2 dicembre 1750, vennero presentate a corte.

### Primo Matrimonio

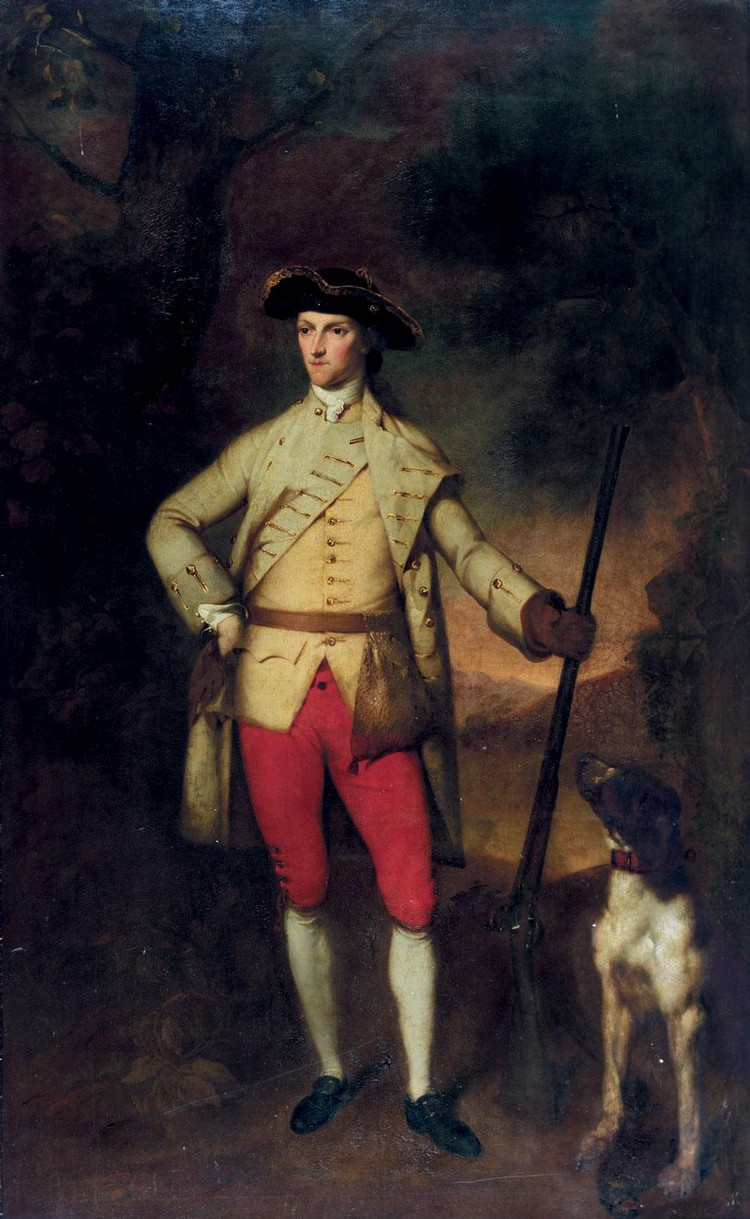
James Hamilton, VI duca di Hamilton in tenuta da caccia in un ritratto di Gavin Hamilton

Nel gennaio del 1752, Elizabeth incontrò il Duca di Hamilton. Secondo Walpole, il 14 febbraio (giorno di San Valentino), a una festa a Bedford House, il Duca dichiarò il suo desiderio di sposare Elizabeth quella notte stessa e chiamò parroco locale per la celebrazione della cerimonia. Tuttavia, senza una licenza, le pubblicazioni e un anello, il parroco si rifiutò. Alla fine si sposarono quella notte nella Cappella Mayfair (che non richiedeva una licenza), in un matrimonio clandestino, così Elizabeth divenne duchessa di Hamilton.

### Secondo Matrimonio

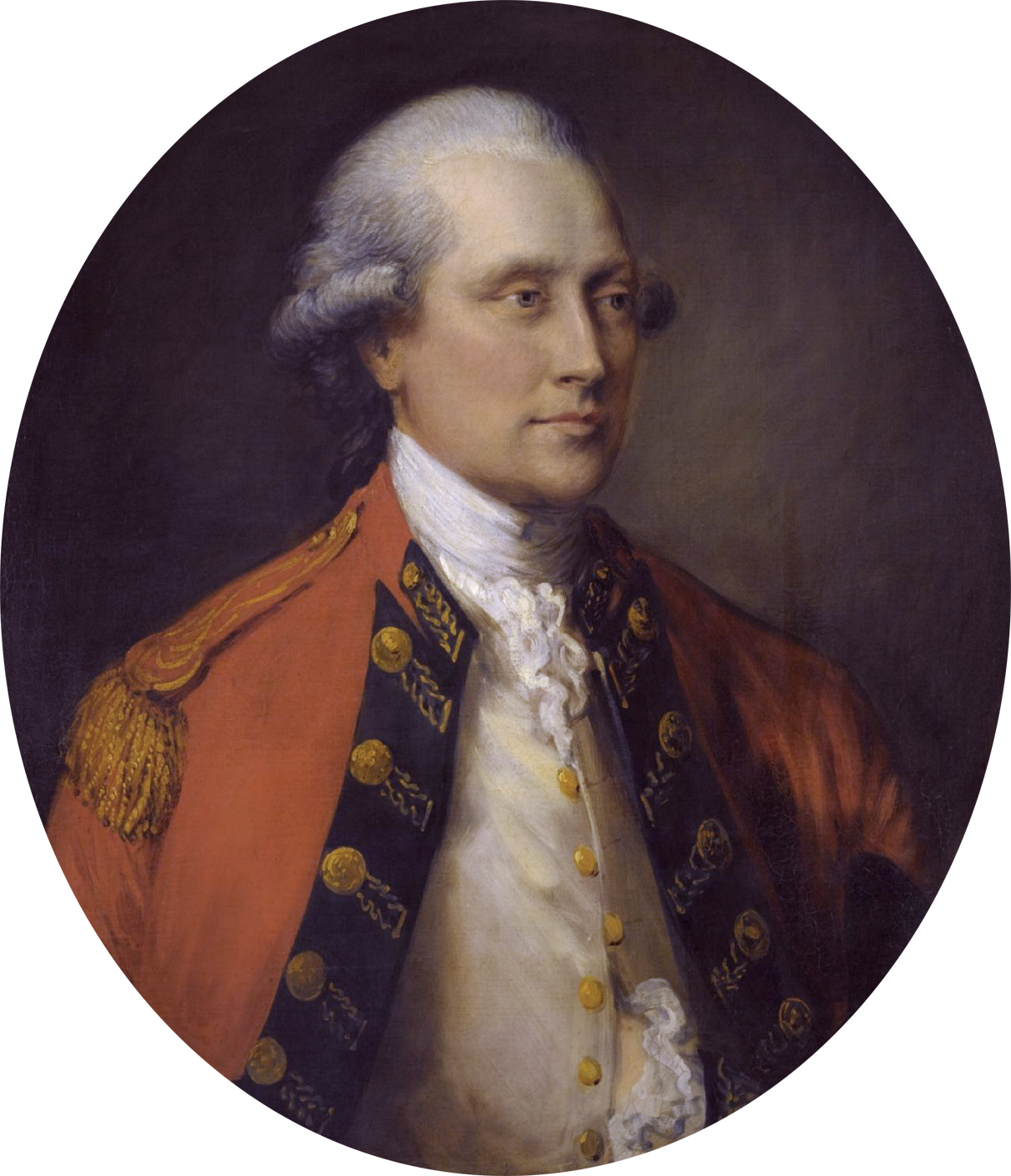
John Campbell, V duca di Argyll ritratto da Thomas Gainsborough

Il 3 febbraio 1759, si sposò con John Campbell, marchese di Lorne. La coppia ebbe cinque figli.
Dal 1761 al 1784, fu una Lady of the Bedchamber della regina Carlotta. Suo marito ricevette il titolo di Duca di Argyll nel 1770, ed Elizabeth divenne nota come la duchessa di Argyll.

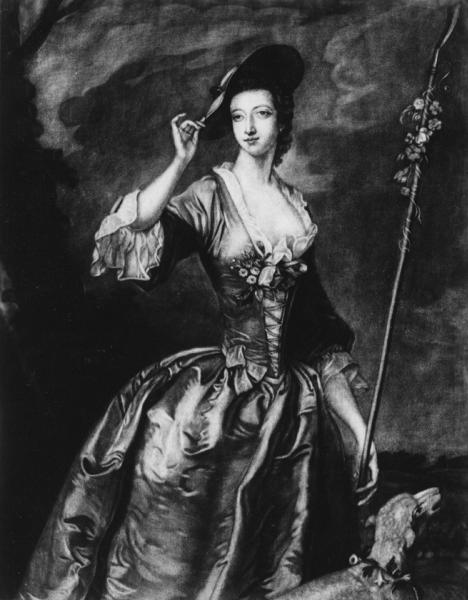
Elizabeth, baronessa di Hamilton Hameldon in una stampa d'epoca

Il 20 maggio 1776, re Giorgio III, un ammiratore del suo tempo, la creò Baronessa di Hamilton Hameldon nel suo pieno diritto.

### Morte

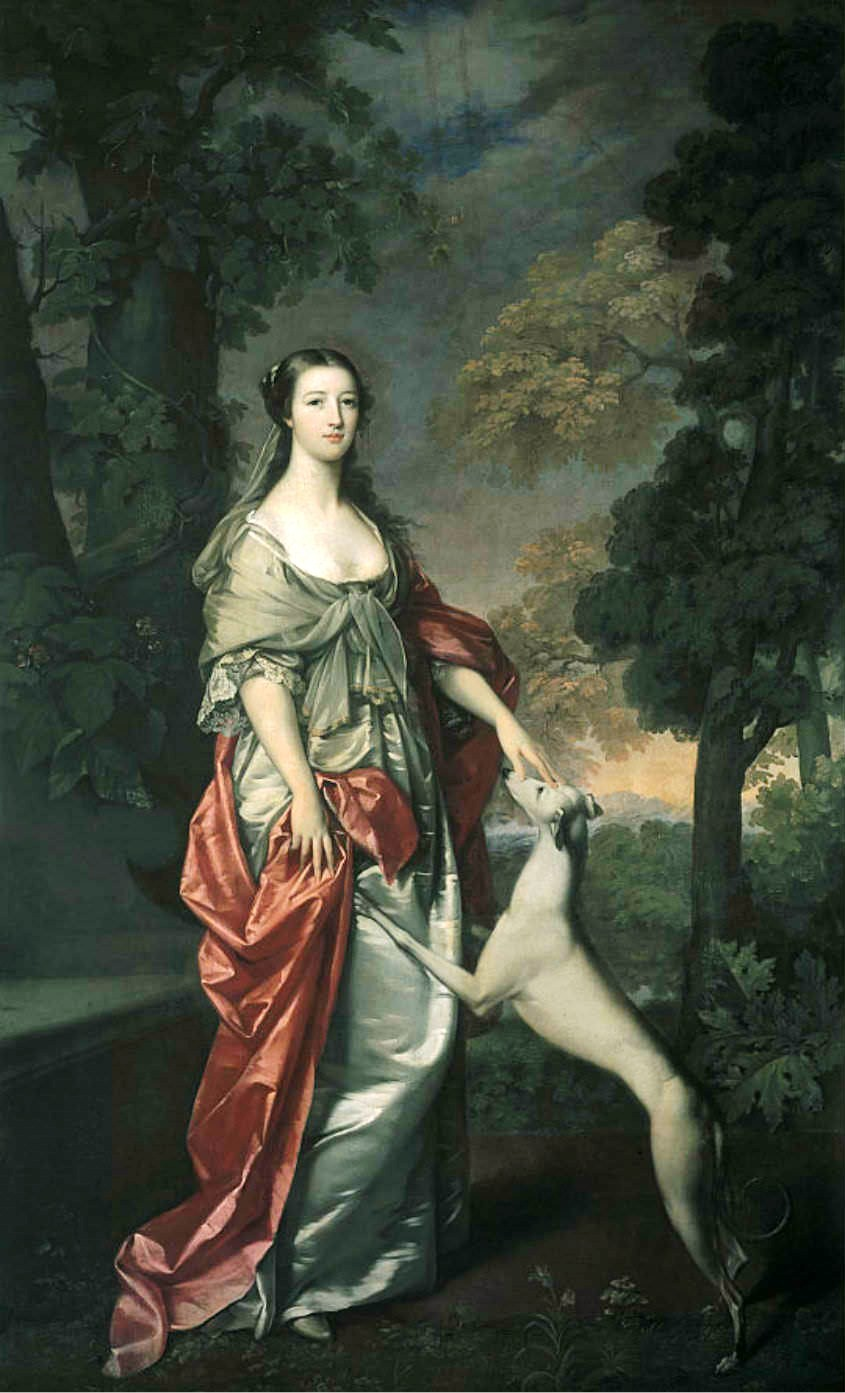
Ritratto di Elizabeth Gunning
Gavin Hamilton, Scottish National Portrait Gallery (1752-53)

Morì il 20 dicembre 1790 ad Argyll House, a Londra, ed è stata sepolta a Kilmun, Argyllshire.

## Discendenza
Elizabeth Gunning si sposò due volte:
- Dal primo matrimonio con James Hamilton, VI duca di Hamilton nacquero:
  - Lady Elizabeth Hamilton (26 gennaio 1753 – 14 marzo 1797), sposò Edward Smith-Stanley, XII conte di Derby;
  - James Douglas-Hamilton, VII Duca di Hamilton (18 febbraio, 1755 – 7 luglio 1769);
  - Douglas Douglas-Hamilton, VIII Duca di Hamilton (24 luglio 1756 – 2 agosto 1799).
- Con John Campbell, suo secondo marito, ebbe:
  - Lady Augusta Campbell;
  - George John Campbell, conte di Campbell (1763–1764);
  - George Campbell, VI duca di Argyll (1768–1839);
  - Lady Charlotte Campbell (1775–1861);
  - John Campbell, VII duca di Argyll (1777–1847).